# Rally Acrópolis de 2025
El Rally Acrópolis de 2025, oficialmente 69. EKO Acropolis Rally of Gods, fue la sexagésima novena edición y la séptima ronda de la temporada 2025 del Campeonato Mundial de Rally. Se celebró del 26 al 29 de junio y contó con un itinerario de dicisiete tramos sobre tierra que sumaron un total de 345,76 km cronometrados. Fue también la séptima ronda de los campeonatos WRC-2 y WRC-3 y la tercera ronda del JWRC.
Ott Tänak superó un drama de último momento para sellar una contundente victoria en el Rally Acrópolis, reavivando su candidatura al título. El piloto de Hyundai había estado en excelente forma todo el fin de semana y parecía listo para completar un último día impecable, ganando dos de las cuatro exigentes etapas de tierra del domingo. Pero un problema con la caja de cambios lo afectó en el Power Stage, lo que obligó a Tänak a llegar a la meta con dificultad. A pesar del revés, había logrado generar un margen suficiente para mantenerse en la cima, asegurando su primera victoria y la de Hyundai desde el Rally de Europa Central de 2024 por 32,8 segundos con un resultado que también puso fin a la racha invicta de Toyota en 2025. Sébastien Ogier, que lideró al principio del rally, se conformó con el segundo puesto, su quinto podio en otras tantas participaciones esta temporada. Adrien Fourmaux celebró su segundo podio con Hyundai en tercer lugar tras recuperarse de los daños en la suspensión del sábado. Fue un resultado muy necesario para el francés, que no puntuaba desde su quinto puesto en el Rally Islas Canarias en abril.
En el WRC-2, mientras Oliver Solberg conseguía cómodamente la victoria en el Rally Acrópolis, la verdadera acción se desarrollaba detrás de él. La imponente victoria de Solberg por 53,8 segundos con su Toyota GR Yaris Rally2 fue suficiente para superar a Yohan Rossel en la cima de la clasificación del WRC-2. La única duda era cuántos puntos le separaban. Rossel, recuperándose de los problemas mecánicos y de neumáticos del viernes, comenzó la final de cuatro etapas del domingo en el cuarto lugar de la clasificación general, a 5,1 segundos del tercer clasificado, Kajetan Kajetanowicz. El francés no perdió tiempo en atacar. Fue 14,9 segundos más rápido que nadie en la primera especial con su Citroën C3 Rally2, superando al Toyota GR Yaris Rally2 de Kajetanowicz y poniendo inmediatamente la mira en Gus Greensmith, segundo clasificado, con tan solo 5,5 segundos de diferencia antes del Power Stage. Pero Greensmith tenía otros planes. En una última vuelta comprometida, el británico marcó el mejor tiempo por 9,6 segundos, dejando atrás el ataque de Rossel y asegurándose el segundo puesto con una ventaja de 15,2 segundos.
En el WRC-3 y JWRC, el turco Ali Türkkan consiguió su primera victoria en la categoría de forma contundente. El joven de 26 años dominó la prueba de grava accidentada desde el principio y llegó a la final de cuatro etapas del domingo con una ventaja de más de cinco minutos. Cuando su rival más cercano, Thomas Martens, se retiró de la primera prueba (SS14) debido a una rotura en el eje de la hélice, Türkkan tuvo que correr sin estrés hasta el final en un terreno similar al de su Turquía natal. Detrás de él, la pelea por el campeonato dio un giro decisivo. Taylor Gill se aseguró el segundo puesto en la general y se colocó líder absoluto de puntos del Junior WRC a falta de dos pruebas. El australiano había comenzado el rally empatado a puntos con Mille Johansson, pero como este solo logró el sexto puesto tras retirarse por una fuga de refrigerante el sábado, Gill ahora tiene una ventaja de siete puntos a falta de dos pruebas. Diego Domínguez Jr. completó el podio a tan solo 25,7 segundos de Gill, en tercer lugar, tras un fin de semana complicado. El paraguayo llegó a estar sexto tras pinchar el radiador el sábado, pero reaccionó con fuerza para sumar valiosos puntos tras un inicio de temporada complicado.

## Lista de inscritos
| Num.                                                         | Piloto                    | Copiloto                   | Equipo                           | Automóvil                | Neu.                     |
| World Rally Championship                                     | World Rally Championship  | World Rally Championship   | World Rally Championship         | World Rally Championship | World Rally Championship |
| ------------------------------------------------------------ | ------------------------- | -------------------------- | -------------------------------- | ------------------------ | ------------------------ |
| 1                                                            | Thierry Neuville          | Martijn Wydaeghe           | Hyundai Shell Mobis WRT          | Hyundai i20 N Rally1     | H                        |
| 5                                                            | Sami Pajari               | Marko Salminen             | Toyota Gazoo Racing WRT2         | Toyota GR Yaris Rally1   | H                        |
| 8                                                            | Ott Tänak                 | Martin Järveoja            | Hyundai Shell Mobis WRT          | Hyundai i20 N Rally1     | H                        |
| 9                                                            | Jourdan Serderidis        | Frédéric Miclotte          | M-Sport Ford WRT                 | Ford Puma Rally1         | H                        |
| 13                                                           | Grégoire Munster          | Louis Louka                | M-Sport Ford WRT                 | Ford Puma Rally1         | H                        |
| 16                                                           | Adrien Fourmaux           | Alexandre Coria            | Hyundai Shell Mobis WRT          | Hyundai i20 N Rally1     | H                        |
| 17                                                           | Sébastien Ogier           | Vincent Landais            | Toyota Gazoo Racing WRT          | Toyota GR Yaris Rally1   | H                        |
| 18                                                           | Takamoto Katsuta          | Aaron Johnston             | Toyota Gazoo Racing WRT          | Toyota GR Yaris Rally1   | H                        |
| 22                                                           | Mārtiņš Sesks             | Renārs Francis             | M-Sport Ford WRT                 | Ford Puma Rally1         | H                        |
| 33                                                           | Elfyn Evans               | Scott Martin               | Toyota Gazoo Racing WRT          | Toyota GR Yaris Rally1   | H                        |
| 55                                                           | Josh McErlean             | Eoin Treacy                | M-Sport Ford WRT                 | Ford Puma Rally1         | H                        |
| 69                                                           | Kalle Rovanperä           | Jonne Halttunen            | Toyota Gazoo Racing WRT          | Toyota GR Yaris Rally1   | H                        |
| World Rally Championship 2                                   |                           |                            |                                  |                          |                          |
| 20                                                           | Yohan Rossel              | Arnaud Dunand              | PH Sport                         | Citroën C3 Rally2        | H                        |
| 21                                                           | Oliver Solberg            | Elliott Edmondson          | Printsport                       | Toyota GR Yaris Rally2   | H                        |
| 23                                                           | Gus Greensmith            | Jonas Andersson            | Gus Greensmith                   | Škoda Fabia RS Rally2    | H                        |
| 24                                                           | Jan Solans                | Rodrigo Sanjuan de Eusebio | PH.Ph                            | Toyota GR Yaris Rally2   | H                        |
| 25                                                           | Roberto Daprà             | Luca Beltrame              | Roberto Daprà                    | Škoda Fabia RS Rally2    | H                        |
| 26                                                           | Fabrizio Zaldivar         | Marcelo Der Ohannesian     | Fabrizio Zaldivar                | Škoda Fabia RS Rally2    | H                        |
| 27                                                           | Mikko Heikkilä            | Kristian Temonen           | Mikko Heikkilä                   | Škoda Fabia RS Rally2    | H                        |
| 28                                                           | Alejandro Cachón          | Borja Rozada               | Toyota España                    | Toyota GR Yaris Rally2   | H                        |
| 30                                                           | Léo Rossel                | Guillaume Mercoiret        | PH Sport                         | Citroën C3 Rally2        | H                        |
| 31                                                           | Lauri Joona               | Samu Vaaleri               | Lauri Joona                      | Škoda Fabia RS Rally2    | H                        |
| 32                                                           | Diego Ruiloba             | Ángel Vela                 | Diego Ruiloba                    | Citroën C3 Rally2        | H                        |
| 34                                                           | Kajetan Kajetanowicz      | Maciej Szczepaniak         | Kajetan Kajetanowicz             | Toyota GR Yaris Rally2   | H                        |
| 35                                                           | Emil Lindholm             | Reeta Hämäläinen           | Toksport WRT                     | Škoda Fabia RS Rally2    | H                        |
| 36                                                           | Pablo Sarrazin            | Geoffrey Combe             | Sarrazin Motorsport – Iron Lynx  | Citroën C3 Rally2        | H                        |
| 37                                                           | Pierre-Louis Loubet       | Loris Pascaud              | M-Sport Ford WRT                 | Ford Fiesta Rally2       | H                        |
| 38                                                           | Marco Bulacia             | Diego Vallejo              | Marco Bulacia                    | Toyota GR Yaris Rally2   | H                        |
| 39                                                           | Yuki Yamamoto             | James Fulton               | Toyota Gazoo Racing WRT NG       | Toyota GR Yaris Rally2   | H                        |
| 40                                                           | Sarah Rumeau              | Julie Amblard              | Sarrazin Motorsport – Iron Lynx  | Citroën C3 Rally2        | H                        |
| 41                                                           | Alejandro Mauro           | Adrián Pérez               | Alejandro Mauro                  | Škoda Fabia RS Rally2    | H                        |
| 42                                                           | Robert Virves             | Jakko Viilo                | Toksport WRT                     | Škoda Fabia RS Rally2    | H                        |
| 43                                                           | Martin Prokop             | Michal Ernst               | Martin Prokop                    | Škoda Fabia RS Rally2    | H                        |
| 44                                                           | Georg Linnamäe            | James Morgan               | Georg Linnamäe                   | Toyota GR Yaris Rally2   | H                        |
| 45                                                           | Bruno Bulacia             | Gabriel Morales            | Bruno Bulacia                    | Toyota GR Yaris Rally2   | H                        |
| 46                                                           | Hikaru Kogure             | Topi Matias Luhtinen       | Toyota Gazoo Racing WRT NG       | Toyota GR Yaris Rally2   | H                        |
| 47                                                           | Fabio Schwarz             | Bernhard Ettel             | Armin Schwarz Driving Experience | Toyota GR Yaris Rally2   | H                        |
| 48                                                           | Giovanni Trentin          | Alessandro Franco          | MT Racing SRL                    | Škoda Fabia RS Rally2    | H                        |
| 49                                                           | Giorgos Amoutzas          | Elias Panagiotounis        | Giorgos Amoutzas                 | Škoda Fabia Rally2 evo   | H                        |
| 50                                                           | Epaminondas Karanikolas   | Giorgos Kakavas            | Epaminondas Karanikolas          | Ford Fiesta Rally2       | H                        |
| 51                                                           | Abdulaziz Al-Kuwari       | Lorcan Moore               | Abdulaziz Al-Kuwari              | Citroën C3 Rally2        | H                        |
| 52                                                           | Miguel Granados           | Marc Martí                 | Miguel Granados                  | Škoda Fabia RS Rally2    | H                        |
| 53                                                           | Bernhard ten Brinke       | Tom Woodburn               | Bernhard ten Brinke              | Škoda Fabia RS Rally2    | H                        |
| 54                                                           | Uğur Soylu                | Sener Güray                | GP Garage My Team                | Škoda Fabia RS Rally2    | H                        |
| 56                                                           | Eugen Cărăgui             | Robert Patrick Fus         | Eugen Cărăgui                    | Citroën C3 Rally2        | H                        |
| 57                                                           | Cristian Dolofan          | Traian Pavel               | Cristian Dolofan                 | Citroën C3 Rally2        | H                        |
| World Rally Championship 3 - Junior World Rally Championship |                           |                            |                                  |                          |                          |
| 58                                                           | Efthimios Halkias         | Nikos Komnos               | Efthimios Halkias                | Renault Clio Rally3      | H                        |
| 59                                                           | Giorgos Delaportas        | Evangelos Panaritis        | Giorgos Delaportas               | Ford Fiesta Rally3       | H                        |
| 60                                                           | Stephanos Theocharopoulos | Giorgos Kotsalis           | Stephanos Theocharopoulos        | Ford Fiesta Rally3       | H                        |
| 61                                                           | Georgios Vasilakis        | Allan Harryman             | Georgios Vasilakis               | Ford Fiesta Rally3       | H                        |
| 62                                                           | Giorgos Dodos             | Nikos Intzoglou            | Giorgos Dodos                    | Renault Clio Rally3      | H                        |
| 63                                                           | Taylor Gill               | Daniel Brkic               | FIA Rally Star                   | Ford Fiesta Rally3       | H                        |
| 64                                                           | Mille Johansson           | Johan Grönvall             | Mille Johansson                  | Ford Fiesta Rally3       | H                        |
| 65                                                           | Kerem Kazaz               | Corentin Silvestre         | Team Petrol Ofisi                | Ford Fiesta Rally3       | H                        |
| 66                                                           | Eamonn Kelly              | Conor Mohan                | Motorsport Ireland Rally Academy | Ford Fiesta Rally3       | H                        |
| 67                                                           | Thomas Martens            | Max Freeman                | Thomas Martens                   | Ford Fiesta Rally3       | H                        |
| 68                                                           | Ali Türkkan               | Oytun Albaykar             | Castrol Ford Team Türkiye        | Ford Fiesta Rally3       | H                        |
| 70                                                           | Max Smart                 | Cameron Fair               | FIA Rally Star                   | Ford Fiesta Rally3       | H                        |
| 71                                                           | Diego Domínguez Jr.       | Rogelio Peñate             | Diego Domínguez Jr.              | Ford Fiesta Rally3       | H                        |
| 72                                                           | Claire Schönborn          | Michael Wenzel             | WRC Young Driver Program         | Ford Fiesta Rally3       | H                        |
| Fuente: ewrc-results.com                                     |                           |                            |                                  |                          |                          |

## Itinerario
| Día                      | Tramo | Nombre                 | Distancia | Ganador de la etapa       | Automóvil                                   | Tiempo  | Líder de la general       |
| ------------------------ | ----- | ---------------------- | --------- | ------------------------- | ------------------------------------------- | ------- | ------------------------- |
| Día 1 (26 de junio)      | -     | Lamia (Shakedown)      | 3.62 km   | Takamoto Katsuta          | Toyota GR Yaris Rally1                      | 2:37.9  | -                         |
| Día 1 (26 de junio)      | SS1   | EKO Athens SSS         | 1.50 km   | Ott Tänak Sébastien Ogier | Hyundai i20 N Rally1 Toyota GR Yaris Rally1 | 1:18.1  | Ott Tänak Sébastien Ogier |
| Día 2 (27 de junio)      | SS2   | Aghii Theodori 1       | 26.76 km  | Sébastien Ogier           | Toyota GR Yaris Rally1                      | 19:00.1 | Sébastien Ogier           |
| Día 2 (27 de junio)      | SS3   | Loutraki               | 12.90 km  | Adrien Fourmaux           | Hyundai i20 N Rally1                        | 9:08.7  | Thierry Neuville          |
| Día 2 (27 de junio)      | SS4   | Aghii Theodori 2       | 26.76 km  | Sébastien Ogier           | Toyota GR Yaris Rally1                      | 18:31.5 | Sébastien Ogier           |
| Día 2 (27 de junio)      | SS5   | Thiva                  | 19.58 km  | Adrien Fourmaux           | Hyundai i20 N Rally1                        | 13:24.4 | Sébastien Ogier           |
| Día 2 (27 de junio)      | SS6   | Stiri                  | 24.18 km  | Adrien Fourmaux           | Hyundai i20 N Rally1                        | 15:03.9 | Ott Tänak                 |
| Día 2 (27 de junio)      | SS7   | Elatia                 | 11.58 km  | Thierry Neuville          | Hyundai i20 N Rally1                        | 8:15.3  | Ott Tänak                 |
| Día 3 (28 de junio)      | SS8   | Pavliani 1             | 24.58 km  | Ott Tänak                 | Hyundai i20 N Rally1                        | 19:34.1 | Ott Tänak                 |
| Día 3 (28 de junio)      | SS9   | Karoutes 1             | 19.48 km  | Ott Tänak                 | Hyundai i20 N Rally1                        | 12:14.6 | Ott Tänak                 |
| Día 3 (28 de junio)      | SS10  | Inohori 1              | 17.66 km  | Sébastien Ogier           | Toyota GR Yaris Rally1                      | 14:16.4 | Ott Tänak                 |
| Día 3 (28 de junio)      | SS11  | Pavliani 2             | 24.58 km  | Ott Tänak                 | Hyundai i20 N Rally1                        | 19:16.9 | Ott Tänak                 |
| Día 3 (28 de junio)      | SS12  | Karoutes 2             | 19.48 km  | Ott Tänak                 | Hyundai i20 N Rally1                        | 12:02.2 | Ott Tänak                 |
| Día 3 (28 de junio)      | SS13  | Inohori 2              | 17.66 km  | Ott Tänak                 | Hyundai i20 N Rally1                        | 14:00.0 | Ott Tänak                 |
| Día 4 (29 de junio)      | SS14  | Smokovo 1              | 26.16 km  | Ott Tänak                 | Hyundai i20 N Rally1                        | 21:05.2 | Ott Tänak                 |
| Día 4 (29 de junio)      | SS15  | Tarzan 1               | 23.37 km  | Ott Tänak                 | Hyundai i20 N Rally1                        | 16:52.7 | Ott Tänak                 |
| Día 4 (29 de junio)      | SS16  | Smokovo 2              | 26.16 km  | Sébastien Ogier           | Toyota GR Yaris Rally1                      | 20:58.8 | Ott Tänak                 |
| Día 4 (29 de junio)      | SS17  | Tarzan 2 (Power Stage) | 23.37 km  | Sébastien Ogier           | Toyota GR Yaris Rally1                      | 16:34.6 | Ott Tänak                 |
| Fuente: ewrc-results.com |       |                        |           |                           |                                             |         |                           |

### Power stage
El power stage fue una etapa de 23.37 km al final del rally. Se otorgaron puntos adicionales del Campeonato Mundial a los cinco más rápidos.
| Pos. | Piloto           | Copiloto         | Coche                  | Equipo                  | Tiempo  | Puntos |
| ---- | ---------------- | ---------------- | ---------------------- | ----------------------- | ------- | ------ |
| 1    | Sébastien Ogier  | Vincent Landais  | Toyota GR Yaris Rally1 | Toyota Gazoo Racing WRT | 16:34.6 | 5      |
| 2    | Kalle Rovanperä  | Jonne Halttunen  | Toyota GR Yaris Rally1 | Toyota Gazoo Racing WRT | +4.0    | 4      |
| 3    | Thierry Neuville | Martijn Wydaeghe | Hyundai i20 N Rally1   | Hyundai Shell Mobis WRT | +4.6    | 3      |
| 4    | Elfyn Evans      | Scott Martin     | Toyota GR Yaris Rally1 | Toyota Gazoo Racing WRT | +7.8    | 2      |
| 5    | Ott Tänak        | Martin Järveoja  | Hyundai i20 N Rally1   | Hyundai Shell Mobis WRT | +16.0   | 1      |

## Clasificación final
| World Rally Championship        | World Rally Championship | World Rally Championship | World Rally Championship | World Rally Championship         | World Rally Championship | World Rally Championship | World Rally Championship |
| Pos.                            | Piloto                   | Copiloto                 | Automóvil                | Equipo                           | Tiempo                   | Diferencia               | Puntos                   |
| ------------------------------- | ------------------------ | ------------------------ | ------------------------ | -------------------------------- | ------------------------ | ------------------------ | ------------------------ |
| 1                               | Ott Tänak                | Martin Järveoja          | Hyundai i20 N Rally1     | Hyundai Shell Mobis WRT          | 4:12:20.1                | -                        | 25                       |
| 2                               | Sébastien Ogier          | Vincent Landais          | Toyota GR Yaris Rally1   | Toyota Gazoo Racing WRT          | 4:12:52.9                | +32.8                    | 17                       |
| 3                               | Adrien Fourmaux          | Alexandre Coria          | Hyundai i20 N Rally1     | Hyundai Shell Mobis WRT          | 4:15:29.9                | +3:09.8                  | 15                       |
| 4                               | Elfyn Evans              | Scott Martin             | Toyota GR Yaris Rally1   | Toyota Gazoo Racing WRT          | 4:15:51.2                | +3:31.1                  | 12                       |
| 5                               | Thierry Neuville         | Martijn Wydaeghe         | Hyundai i20 N Rally1     | Hyundai Shell Mobis WRT          | 4:18:29.6                | +6:09.5                  | 10                       |
| 6                               | Oliver Solberg           | Elliott Edmondson        | Toyota GR Yaris Rally2   | Printsport                       | 4:22:54.8                | +10:34.7                 | 8                        |
| 7                               | Gus Greensmith           | Jonas Andersson          | Škoda Fabia RS Rally2    | Gus Greensmith                   | 4:23:48.6                | +11:28.5                 | 6                        |
| 8                               | Yohan Rossel             | Arnaud Dunand            | Citroën C3 Rally2        | PH Sport                         | 4:24:03.8                | +11:43.7                 | 4                        |
| 9                               | Kajetan Kajetanowicz     | Maciej Szczepaniak       | Toyota GR Yaris Rally2   | Kajetan Kajetanowicz             | 4:25:16.8                | +12:56.7                 | 2                        |
| 10                              | Alejandro Cachón         | Borja Rozada             | Toyota GR Yaris Rally2   | Toyota España                    | 4:26:40.0                | +14:19.9                 | 1                        |
| World Rally Championship 2      |                          |                          |                          |                                  |                          |                          |                          |
| 1 (6.)                          | Oliver Solberg           | Elliott Edmondson        | Toyota GR Yaris Rally2   | Printsport                       | 4:22:54.8                | -                        | 25                       |
| 2 (7.)                          | Gus Greensmith           | Jonas Andersson          | Škoda Fabia RS Rally2    | Gus Greensmith                   | 4:23:48.6                | +53.8                    | 17                       |
| 3 (8.)                          | Yohan Rossel             | Arnaud Dunand            | Citroën C3 Rally2        | PH Sport                         | 4:24:03.8                | +1:09.0                  | 15                       |
| 4 (9.)                          | Kajetan Kajetanowicz     | Maciej Szczepaniak       | Toyota GR Yaris Rally2   | Kajetan Kajetanowicz             | 4:25:16.8                | +2:22.0                  | 12                       |
| 5 (10.)                         | Alejandro Cachón         | Borja Rozada             | Toyota GR Yaris Rally2   | Toyota España                    | 4:26:40.0                | +3:45.2                  | 10                       |
| 6 (11.)                         | Martin Prokop            | Michal Ernst             | Škoda Fabia RS Rally2    | Martin Prokop                    | 4:27:14.6                | +4:19.8                  | 8                        |
| 7 (13.)                         | Emil Lindholm            | Reeta Hämäläinen         | Škoda Fabia RS Rally2    | Toksport WRT                     | 4:29:45.8                | +6:51.0                  | 6                        |
| 8 (14.)                         | Robert Virves            | Jakko Viilo              | Škoda Fabia RS Rally2    | Toksport WRT                     | 4:30:36.6                | +7:41.8                  | 4                        |
| 9 (16.)                         | Léo Rossel               | Guillaume Mercoiret      | Citroën C3 Rally2        | PH Sport                         | 4:34:34.0                | +11:39.2                 | 2                        |
| 10 (17.)                        | Lauri Joona              | Samu Vaaleri             | Škoda Fabia RS Rally2    | Lauri Joona                      | 4:34:53.6                | +11:58.8                 | 1                        |
| World Rally Championship 3      |                          |                          |                          |                                  |                          |                          |                          |
| 1 (19.)                         | Ali Türkkan              | Oytun Albaykar           | Ford Fiesta Rally3       | Castrol Ford Team Türkiye        | 4:39:31.7                | -                        | 25                       |
| 2 (21.)                         | Taylor Gill              | Daniel Brkic             | Ford Fiesta Rally3       | FIA Rally Star                   | 4:45:23.1                | +5:51.4                  | 17                       |
| 3 (22.)                         | Diego Domínguez Jr.      | Rogelio Peñate           | Ford Fiesta Rally3       | Diego Domínguez Jr.              | 4:45:48.8                | +6:17.1                  | 15                       |
| 4 (25.)                         | Kerem Kazaz              | Corentin Silvestre       | Ford Fiesta Rally3       | Team Petrol Ofisi                | 4:49:53.5                | +10:21.8                 | 12                       |
| 5 (32.)                         | Efthimios Halkias        | Nikos Komnos             | Renault Clio Rally3      | Efthimios Halkias                | 5:05:22.5                | +25:50.8                 | 10                       |
| 6 (37.)                         | Max Smart                | Cameron Fair             | Ford Fiesta Rally3       | FIA Rally Star                   | 5:13:23.1                | +33:51.4                 | 8                        |
| 7 (38.)                         | Giorgos Delaportas       | Evangelos Panaritis      | Ford Fiesta Rally3       | Giorgos Delaportas               | 5:14:24.6                | +34:52.9                 | 6                        |
| 8 (40.)                         | Claire Schönborn         | Michael Wenzel           | Ford Fiesta Rally3       | WRC Young Driver Program         | 5:18:20.2                | +38:48.5                 | 4                        |
| 9 (48.)                         | Giorgos Dodos            | Nikos Intzoglou          | Renault Clio Rally3      | Giorgos Dodos                    | 6:14:49.3                | +:35:17.6                | 2                        |
| 10 (49.)                        | Georgios Vasilakis       | Allan Harryman           | Ford Fiesta Rally3       | Georgios Vasilakis               | 7:15:38.8                | +2:36:07.1               | 1                        |
| Junior World Rally Championship |                          |                          |                          |                                  |                          |                          |                          |
| 1 (19.)                         | Ali Türkkan              | Oytun Albaykar           | Ford Fiesta Rally3       | Castrol Ford Team Türkiye        | 4:39:31.7                | -                        | 25                       |
| 2 (21.)                         | Taylor Gill              | Daniel Brkic             | Ford Fiesta Rally3       | FIA Rally Star                   | 4:45:23.1                | +5:51.4                  | 17                       |
| 3 (22.)                         | Diego Domínguez Jr.      | Rogelio Peñate           | Ford Fiesta Rally3       | Diego Domínguez Jr.              | 4:45:48.8                | +6:17.1                  | 15                       |
| 4 (25.)                         | Kerem Kazaz              | Corentin Silvestre       | Ford Fiesta Rally3       | Team Petrol Ofisi                | 4:49:53.5                | +10:21.8                 | 12                       |
| 5 (31.)                         | Eamonn Kelly             | Conor Mohan              | Ford Fiesta Rally3       | Motorsport Ireland Rally Academy | 4:59:42.2                | +20:10.5                 | 10                       |
| 6 (33.)                         | Mille Johansson          | Johan Grönvall           | Ford Fiesta Rally3       | Mille Johansson                  | 5:06:30.2                | +26:58.5                 | 8                        |
| 7 (37.)                         | Max Smart                | Cameron Fair             | Ford Fiesta Rally3       | FIA Rally Star                   | 5:13:23.1                | +33:51.4                 | 6                        |
| 8 (40.)                         | Claire Schönborn         | Michael Wenzel           | Ford Fiesta Rally3       | WRC Young Driver Program         | 5:18:20.2                | +38:48.5                 | 4                        |
| Fuente: ewrc-results.com        |                          |                          |                          |                                  |                          |                          |                          |